# Desa Jati (administrativ by i Indonesien, Jawa Barat, lat -6,46, long 107,83)
Desa Jati är en administrativ by i Indonesien.   Den ligger i provinsen Jawa Barat, i den västra delen av landet, 110 km öster om huvudstaden Jakarta.